# Kabale, Hosanagara
Kabale là một làng thuộc tehsil Hosanagara, huyện Shimoga, bang Karnataka, Ấn Độ.